# Massimo Apollonio
Massimo Apollonio (Casorate Primo, 21 maart 1970) is een Italiaans voormalig wielrenner, die 8 jaar prof was. Hij begon in 1996 bij de Italiaanse formatie Scrigno. Zijn eerste seizoen was veelbelovend, met veel mooie uitslagen. Maar in de jaren erna nam hij de rol van knecht op zich. Ondanks die rol behaalde hij in zijn carrière toch 3 overwinningen. 

## Overwinningen
1997
- Coppa Agostoni

2000
- Criterium d'Abruzzo

2002
- 4e etappe Ronde van Burgos

## Resultaten in de grote rondes en de monumenten
| Jaar | Ronde van Italië | Ronde van Frankrijk | Ronde van Spanje |
| ---- | ---------------- | ------------------- | ---------------- |
| 1996 |                  |                     | 25e              |
| 1997 | 83e              |                     | 106e             |
| 1998 | opgave           |                     |                  |
| 1999 | 98e              |                     |                  |
| 2000 |                  | 102e                |                  |
| 2001 |                  |                     |                  |
| 2002 | 114e             | 139e                |                  |
| 2003 | opgave           |                     | opgave           |

| Jaar | Milaan-San Remo | Ronde van Vlaanderen | Ronde van Lombardije |
| ---- | --------------- | -------------------- | -------------------- |
| 1996 |                 |                      | 17e                  |
| 1997 | 115e            | 74e                  |                      |
| 1998 |                 |                      |                      |
| 1999 | 152e            | 60e                  |                      |
| 2000 | 174e            | 88e                  |                      |
| 2001 |                 |                      |                      |
| 2002 |                 |                      |                      |
| 2003 | 129e            | 40e                  |                      |

Apollonio · 
Borghi · 
Calzavara ·
Dalla Costa ·
Dante ·
De Mauri ·
Faustini · 
Fois · 
Furlan ·
Maggioni · 
Murtas · 
Radaelli · 
Simonetti · 
Sironi · 
Trentin · 
Zanette · 
Zanetti · 
Zanotti
Apollonio · 
Borghi · 
Bortolami · 
Filippo Casagrande · 
Francesco Casagrande · 
Donati · 
Fois · 
Gianetti · 
Hontsjar · 
Hauptman · 
Klemenčič · 
Lupi · 
Pezze · 
Radaelli · 
Rütimann · 
Sironi · 
Trentin · 
Vainšteins · 
White · 
Zanetti ·
Zanotti
Apollonio · 
Borghi · 
Bortolami · 
Calcagni · 
Filippo Casagrande · 
Francesco Casagrande · 
Conti · 
Donati · 
Giacomelli · 
Gianetti · 
Hauptman · 
Klemenčič · 
Milesi · 
Pezze · 
Radaelli · 
Rütimann · 
Sironi · 
Trentin · 
Vainšteins  · 
White · 
Zanetti · 
Zucconi
Apollonio · 
Balducci · 
Borghi · 
Bortolami · 
Bossoni · 
Calcagni · 
Chesini · 
Di Grande · 
Donati · 
Ferrari · 
Gajnetdinov · 
George · 
Gerosa · 
Giacomelli · 
Gili · 
Hauptman · 
Klemenčič · 
Luttenberger · 
Mazzoleni · 
Miceli · 
Minali · 
Pezze · 
Radaelli · 
Rütimann · 
Sironi · 
Szmyd · 
Zucconi
Apollonio · 
Balducci · 
Borghi · 
Bortolami · 
Bossoni · 
Calcagni · 
Di Silvestro · 
Donati · 
Ferrari · 
Frigo · 
Gajnetdinov ·  
Gerosa ·  
Gili · 
Hauptman · 
Klemenčič · 
Luttenberger · 
Mazzoleni ·  
Minali ·  
Radaelli · 
Rütimann · 
Sironi · 
Szmyd · 
Zampieri ·
Zucconi ·
Bellotti (stagiair) 
Andriotto ·
Apollonio · 
Balducci ·  
Bortolami · 
Bossoni · 
Calcagni · 
Cheula ·
de la Fuente · 
Garzelli ·
Gerosa ·  
Gili · 
Hauptman · 
A. Masciarelli · 
S. Masciarelli ·
Mason ·
Mazzoleni ·  
Milesi ·  
Radaelli · 
Rodriguez · 
Sironi · 
Vainšteins · 
Zampieri ·
Zucconi ·
Cobo (stagiair) · 
Korovine (stagiair) ·
Ramírez (stagiair)